# Lophoscirtus gracilis
Lophoscirtus gracilis is een rechtvleugelig insect uit de familie doornsprinkhanen (Tetrigidae). De wetenschappelijke naam van deze soort is voor het eerst geldig gepubliceerd in 1911 door Bruner.